# 艾倫伍德 (新澤西州)
艾倫伍德（英語：Allenwood）是位於美國新澤西州蒙茅斯縣的普查規定居民點。

## 人口
根據2020年美國人口普查的數據，艾倫伍德的面積為4.83平方千米，當中陸地面積為4.52平方千米，而水域面積為0.31平方千米。當地共有人口954人，而人口密度為每平方千米197.52人。